# Alstroemeria rupestris
Alstroemeria rupestris este o specie de plante monocotiledonate din genul Alstroemeria, familia Alstroemeriaceae, descrisă de M.C.Assis. Conform Catalogue of Life specia Alstroemeria rupestris nu are subspecii cunoscute.